# 211P/Hill
La comète Hill 7, officiellement 211P/Hill, est une comète périodique du système solaire, découverte le 4 décembre 2008 par Richard Erik Hill.